# Tejallergia
A tejallergia az ételallergia egy fajtája. Bár gyakran összetévesztik, nem azonos a laktóz-intoleranciával, amit a laktáz enzim hiánya okoz, és nem tekinthető betegségnek. A két kórkép tünetei közötti különbség, hogy a tejallergiában szenvedő ember tünetei bármely kis mennyiségű tej bevitele után megjelennek, míg a laktázhiány esetén a maradék laktázkapacitás kis mennyiségű tejet képes lebontani, így a tünetek nem jelentkeznek.
A tejallergia a tehéntej laktalbumin vagy kazein alkotóelemei elleni IgE-típusú immunválasz.

## Jellemzői
A tejcukor lebontása a csecsemők életben maradása szempontjában elsődleges fontosságú volt az evolúció során. A laktáz a laktózt (tejcukor) galaktózra és glükózra bontja, ami a vékonybél rendesen felszív. Ha nem, akkor a vastagbélbe továbbítódik, ahol tejsav, szén-dioxid és hidrogén keletkezik. A tejsav vizet vonz a bélbe, ami hasmenést, hasi görcsöket és bélgáz-távozást okoz.
Európában az emberek 10%-a, Ázsia és Amerika egyes bennszülött népeinél esetenként a lakosság 95%-a felnőttkorban már nem rendelkezik tejcukor-bontó enzimmel (laktázzal).
Másodlagos tejérzékenység kialakulhat vékonybél-nyálkahártyát pusztító kórképben és gyomor-eltávolítás után.

### Tünetek
Lehetséges tünetek:
- Emésztőrendszeri tünetek: Tejfogyasztást követő hasmenés, hasi görcsök, hányás, puffadás, bélgázok. Viszketés az ajkakon, az ínyen.
- Légúti tünetek: Fulladás, asztma, rhinitis, gégevizenyő.
- Bőrtünetek: Kiütések, bőrpír.
- Keringési tünetek: Szapora szívverés, vérnyomásesés, esetenként sokk.
- Egyéb tünetek: Láz, ízületi panaszok.

## Diagnózis
Klinikum: Tej fogyasztását követő jellemző tünetek (provokációs teszt).
Laboratóriumi: A vérlemezke- és fehérvérsejtszám csökkenése, illetve a hisztamin-koncentráció emelkedése. Specifikus IgA kimutatása a vérből.
Colonoszkópos provokációs próba (ritkán alkalmazott): A vastagbélbe vezetett endoszkóp által helyileg allergizásá a vélt allergénnel és a helyi reakció megfigyelése.
Bőrpróba: Tejallergia esetén megbízhatósága kérdéses.

## Kezelés
Az ismert allergizáló anyag mellőzése az étrendből. Akut esetben a shock megelőzése hisztamin-ellenes anyagokkal és intenzív kezeléssel.

### Hiposzenzibilizáció
Az antigén igen kis mennyiségével végzett "érzéketlenítés".

## Prognózis
Az étrendi tanácsok szigorú betartása panaszmentességet okozhat.

## Laktózérzékenység
A laktóz-intolerancia nem azonos a tejallergiával. A tejcukor-érzékenység más néven laktóz-intolerancia egy csökkent enzimműködéses vagy enzimhiányos emésztési zavar, melynek során a vékonybélben nem termelődik elégséges mennyiségben a tejcukorbontó, laktáz enzim.
A lebontatlan tejcukor (laktóz) a vastagbélben bakteriális bomlásnak indul, amely jellemző panaszokat okoz (pl: haspuffadás, hasi görcsök, bélkorgás, ozmotikus hasmenés). Megfelelő diétával és/vagy a laktáz enzim pótlásával a panaszok megszüntethetők, az állapot karbantartható.

## Tejsav
A tejsav elnevezése félrevezető lehet, kémiailag nincs köze a tejhez. Az élelmiszeripar azonban felhasználhat tejterméket az előállításához. A csomagoláson ezt kötelező feltüntetni, ha a tejsav vastag betűvel szedett, akkor kerülendő a termék a tejérzékenyek számára, azonban ha nem, akkor növényi eredetű és fogyasztható.